# 23am
23am is het tweede studioalbum van de Zwitsers-Italiaanse dj Robert Miles. Het album werd uitgebracht op 1 december 1997 en telt 11 nummers.
Het album richt zich meer op pop en in mindere mate op dansmuziek. Naast echte instrumenten, zoals de saxofoon en trompet, zijn er meer zangpartijen te horen. 23am was minder commercieel succesvol dan zijn voorganger Dreamland.

## Nummers
Het album bevat de volgende nummers:
1. Introducing (3:25)
2. A New Flower (5:58)
3. Everyday Life (10:29)
4. Freedom (5:51)
5. Textures (3:14)
6. Enjoy (5:55)
7. Flying Away (4:59)
8. Heatwave (5:56)
9. Maresias (5:48)
10. Full Moon (6:59)
11. Leaving Behind... (2:21)

## Medewerkers
- Robert Miles - componist, producent
- Barbara Prunas, Nancy Danino, Kathy Sledge - vocalen
- Frank Musker - componist, teksten